# Keará

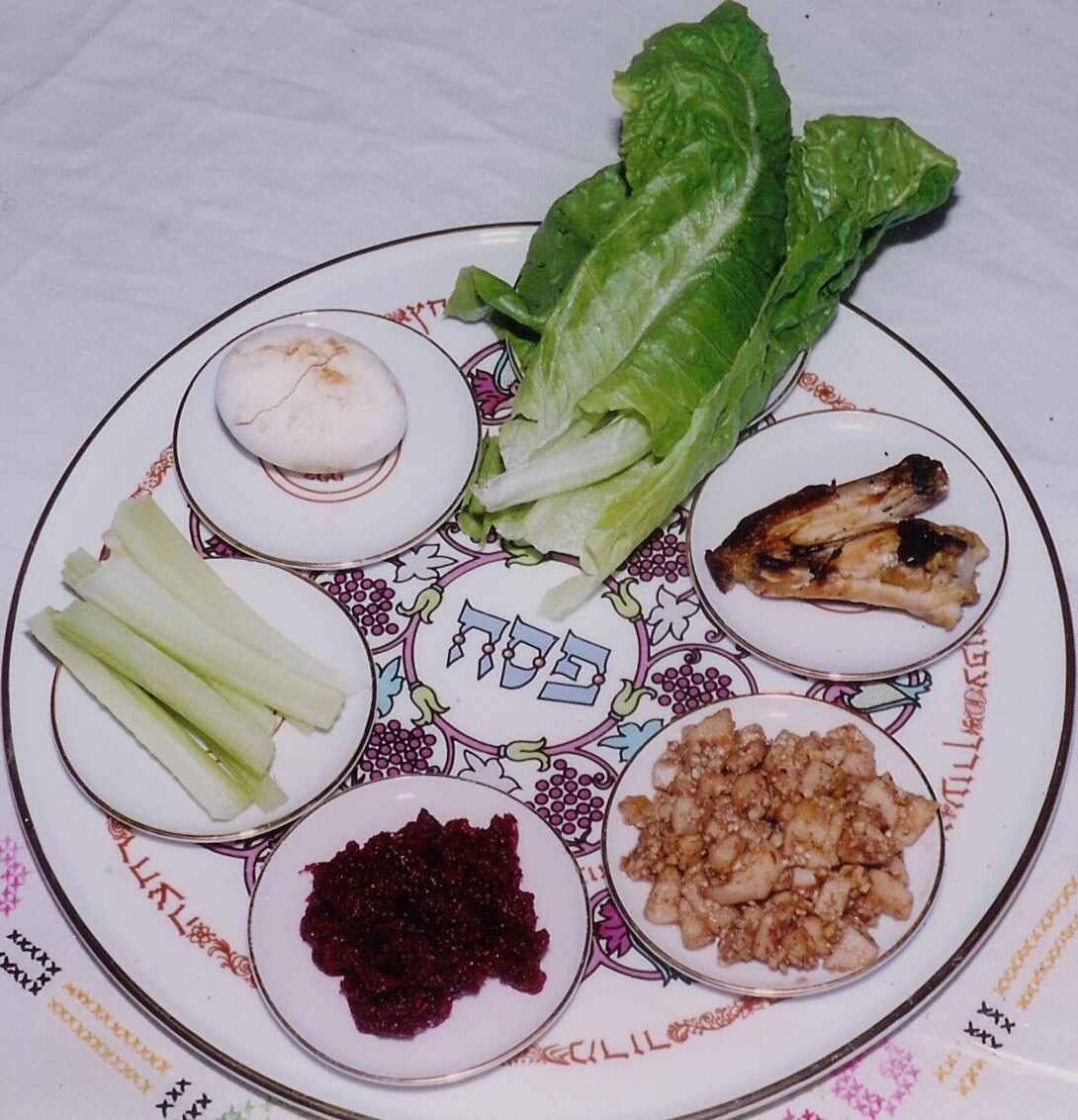
Uma Keará com seus itens correspondentes

Keará (do hebraico כערה) é uma espécie de prato utilizado durante o Sêder de Pessach, na tradição judaica.

## Simbolismo

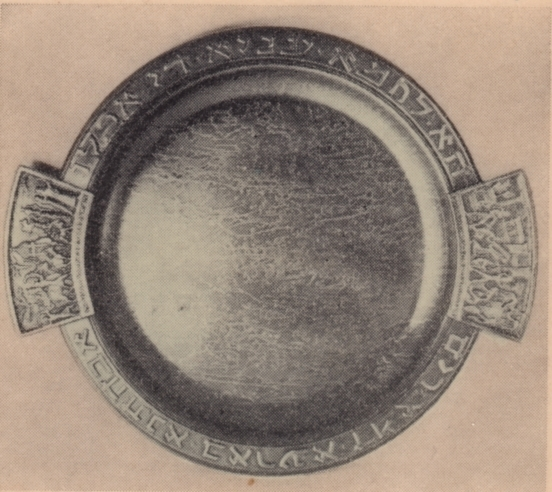
A Keará geralmente é colocada no centro da mesa do Sêder de Pessach

A Keará leva seis ou sete símbolos. São eles:

### Betsá
O Betsá (do hebraico ביצ) é o ovo cozido. Interpretações para seu uso:
- Representa o sacrifício de Chaguigá (Corban Chaguigá) trazido ao Templo Sagrado em Pessach, sendo assim um sinal de luto pela destruição do Segundo Templo;
- Simboliza o ciclo da vida, por ser oval e poder se dar uma volta completa em seu entorno;

### Zeroá
O Zeroá (do hebraico זרוע) é um osso tostado com carne. Interpretações para seu uso:
- Se refere ao fato de D-S ter tirado os judeus do Egito com seu braço estendido, já que zeroá quer dizer antebraço;
- É um símbolo da força dos escravos hebreus no Egito;
- Representa o Corban Pessach (sacrifício de cordeiro ofrecido na véspera de Pessach).

### Maror
O Maror (do hebraico מרור) são ervas amargas, como escarola e alface romana (os Ashkenazim utilizam a raiz forte - chrein). Sendo amargas, elas simbolizam a amargura da escravidão dos hebreus no Egito.

### Karpás
Pode ser cebola crua, batata cozida mergulhada em água com sal, salsinha ou salsão. Interpretações para seu uso:
- Representa as lágrimas do hebreus (por ser salgado);
- Lembra o hissopo com o qual os hebreus pintaram as batentes de suas portas com sangue de cordeiro, antes da praga dos primogênitos;
- Tem um significado mais implícito, porque a palavra "karpás", em hebraico כרפס, lida de trás para frente simboliza o número 600 mil (no hebraico, as letras também podem ser usadas como algarismos).

### Charósset
É uma mistura de maçã, pêra, nozes e vinho tinto (ou nozes, amêndoas, tâmaras, canela e vinho. Lembra, na aparência, a argamassa usada pelos hebreus no Egito para fazer tijolos. A palavra vem do hebraico חרוסת.

### Chazeret
Em hebraico, חזרת. São ervas amargas (costuma-se usar alface romana). Simbolizam o sofrimento dos hebreus na escravidão do Egito.

### Matzá

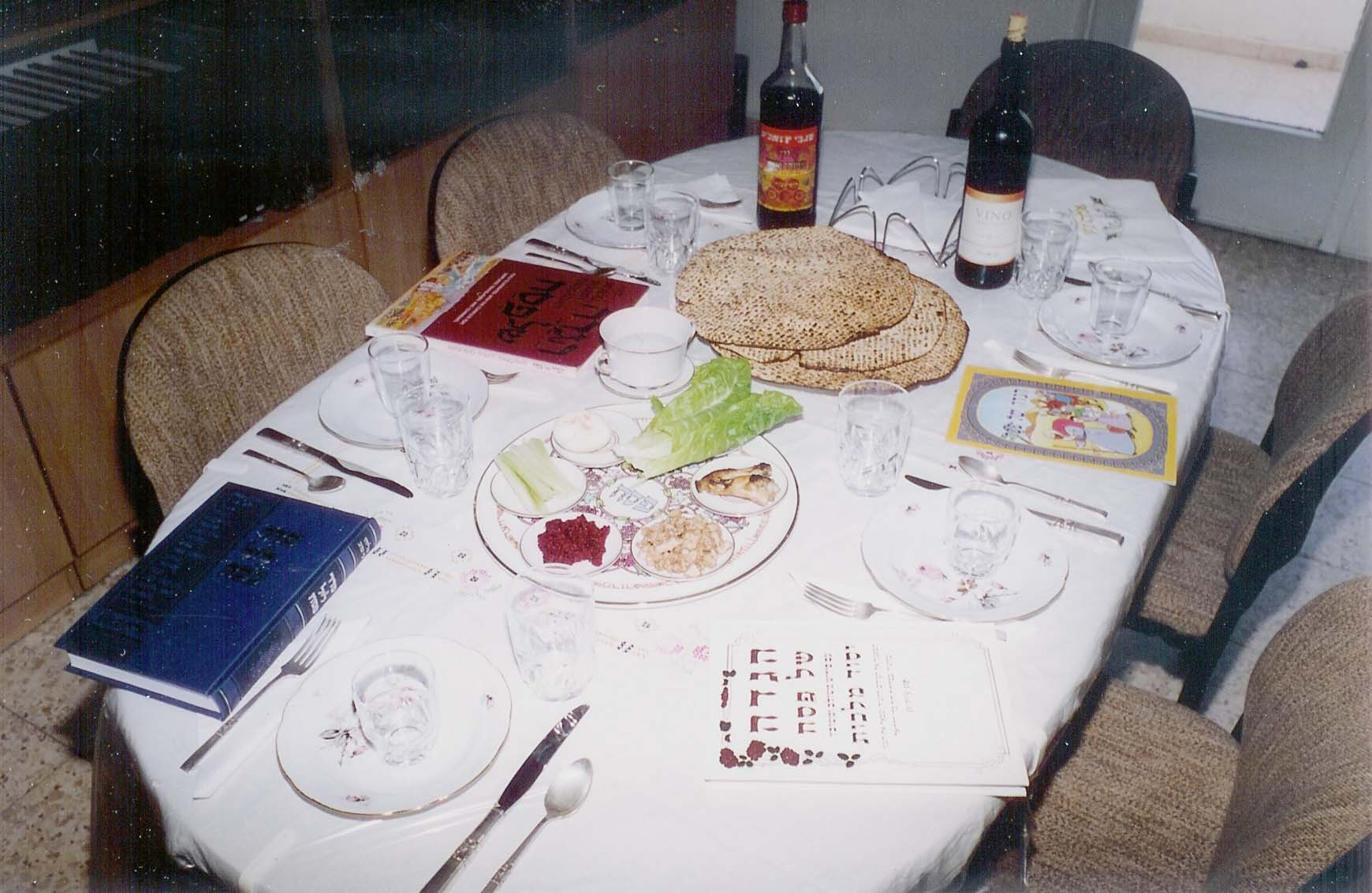
Mesa prepara para o Sêder de Pessach. Costuma-se colocar a Keará em seu centro. Nota-se a Matzá ao seu lado

Matzá (do hebraico מצה) é o pão ázimo. Três delas são colocadas no centro da keará, simbolizando o três grupos judeus: Cohanim, Leviim e Israel. Em alguns casos, não é colocada na keará, e sim no centro da mesa do sêder.

## Observação
Uma interpretação não exclui necessariamente a outra.